# Кинематограф США
По меньшей мере с 20-х годов XX века киноиндустрия США не только является крупнейшей в мире по количеству выпускаемых фильмов и кассовых сборов, но и оказывает определяющее влияние на содержание и технологии мирового кинематографа, на экономические и культурные аспекты кинопроцесса.
Офисы и съёмочные павильоны крупнейших кинокомпаний США традиционно были сосредоточены в окрестностях Голливуда (пригород Лос-Анджелеса, штат Калифорния), поэтому между понятиями «американский кинематограф» и «Голливуд» нередко ставят знак равенства. Это не совсем верно. Американское кино — это не только огромная киноиндустрия Голливуда, но и развитая система независимого кино.
В США итоги киногода подводит Американская киноакадемия, с 1929 года присуждающая престижные премии «Оскар». Сохранением и популяризацией национального кинонаследия занимается Американский институт кино.

## История киноиндустрии Голливуда

### Рождение
К началу XX века существовало несколько десятков мелких киностудий, преимущественно на восточном побережье, в Нью-Йорке. Дорогая аренда помещений, большое количество пасмурных и дождливых дней мешали кинопроизводству. И освещение в павильонах из-за слабо развитых осветительных средств и невысокой светочувствительности киноплёнки напрямую зависело от солнечного света. Попытка монополизировать американское кинопроизводство, предпринятая в 1909 году Томасом Эдисоном, привела к массовому бегству независимых кинопроизводителей на западное побережье США.
Детективам и судебным исполнителям эдисоновского треста было труднее обнаружить конкурентов, прятавшихся вблизи мексиканской границы в Калифорнии. Постепенно независимые кинопредприниматели начали концентрироваться в окрестностях Сан-Франциско и Лос-Анджелеса, а наиболее популярным стал посёлок Голливуд. Он получил своё название от огромного ранчо, находившегося на его месте в конце XIX века. Расположенный в окрестностях захолустного Лос-Анджелеса, Голливуд обладал исключительными климатическими и географическими особенностями: более 300 солнечных дней в году, близость горных массивов (в том числе знаменитого Большой каньона), огромные пространства прерий и тихоокеанское побережье. Город под боком мог поставлять строительные материалы и рабочие ресурсы, а со временем стать центром по производству кинооборудования и киноматериалов (что и произошло в дальнейшем).
Чутко реагировала на политические события компания «Vitagraph». У берегов Гаваны в 1898 году произошло событие, послужившее поводом к началу американо-испанской войны — при загадочных обстоятельствах был взорван американский крейсер «Мэн». И в первый же день конфликта Джеймс Стюарт Блэктон снял и выпустил фильм под названием «Испанский флаг сорван». Сотни копий фильма с большим успехом разошлись в течение нескольких дней.
Таким образом, уже на самом раннем этапе своего развития кинематограф США открыто выказывал своё отношение к происходящим политическим событиям.
Земли под застройку в окрестностях Лос-Анджелеса доставались практически даром, и в Голливуде начался невиданный строительный бум.
- В 1907 кинопроизводство началось в Лос-Анджелесе.
- В 1913 В Голливуде был снят вестерн Сесила Б. де Милля «Муж индианки», с которого началась история Голливуда как кинематографического центра.
- К 1920, благодаря быстрому росту ряда крупных студий и возникновению системы кинозвёзд, здесь снималось около 800 фильмов ежегодно, а само название стало символом роскоши, сладкой жизни и иллюзорной магии кино.

В течение 15 лет деревушка превратилась в столицу киноиндустрии Америки, так как в ней сосредоточилось около 90 % американских киностудий.

### Становление
Становление американской киноиндустрии, одной из самых мощных на сегодняшний день, началось в 1892 году, когда Томас Эдисон сконструировал кинетоскоп. Первый публичный сеанс состоялся в Нью-Йорке в мюзик-холле Байэла и Костера. Сеанс состоял из небольших юмористических и танцевальных номеров.
Через 9 лет появились «никелодеоны» — вид дешёвых кинотеатров в США начала XX века, вход в которые стоил 5 центов. С каждым годом количество театров увеличивалось, и к 1908 году их было уже более трех тысяч. Конечно же, новое развлечение пользовалось большим успехом у зрителей.
Обострение конкуренции приводило к краху более мелких студий.
Стали появляться крупные объединения — так называемые кинотресты. Те в свою очередь стали объединяться с прокатными фирмами:
- В 1912 «Universal Studios» и «Paramount Pictures».
- В 1919 «United Artists» (ведущие актёры: Мэри Пикфорд, Дуглас Фэрбэнкс, Чарли Чаплин и Дэвид Гриффит).
- В 1923 «Warner Brothers».
- В 1924 «Metro-Goldwyn-Mayer» и «Columbia Pictures».

Первая студия в Калифорнии была создана в 1911 году независимой компанией «Нестор». К 1914 году началось строительство более фундаментальных студий во многом благодаря активному участию в проектах фирм, входящих в Компанию кинопатентов: «Biograph», «Vitagraph» и т. д.
Ориентация американской кинопромышленности на массового зрителя сильно ограничивала «авторские» возможности режиссёров. Система требовала «зрелищных» фильмов, приносящих больше прибыли, и потому на первый план вышли не режиссёры, а актеры-звезды (возникла система кинозвезд) и продюсеры.
Развитие американского кинематографа не всегда шло гладко. Противоречия, столкновения разных направлений и тенденций, разорения и возрождения студий, их объединение. Довольно отчетливо в жизни Голливуда просматривалась тенденция к укрупнению кинопроизводства. Например, компания «Metro-Goldwyn-Mayer» была основана в апреле 1924 года владельцем крупной сети кинотеатров, Маркусом Ловом, организовавшим слияние трёх кинопроизводителей — «Metro Pictures», «Goldwyn Pictures» С. Голдвина и «Louis B. Mayer Pictures» Л. Б. Майера.

### Расцвет и классический Голливуд

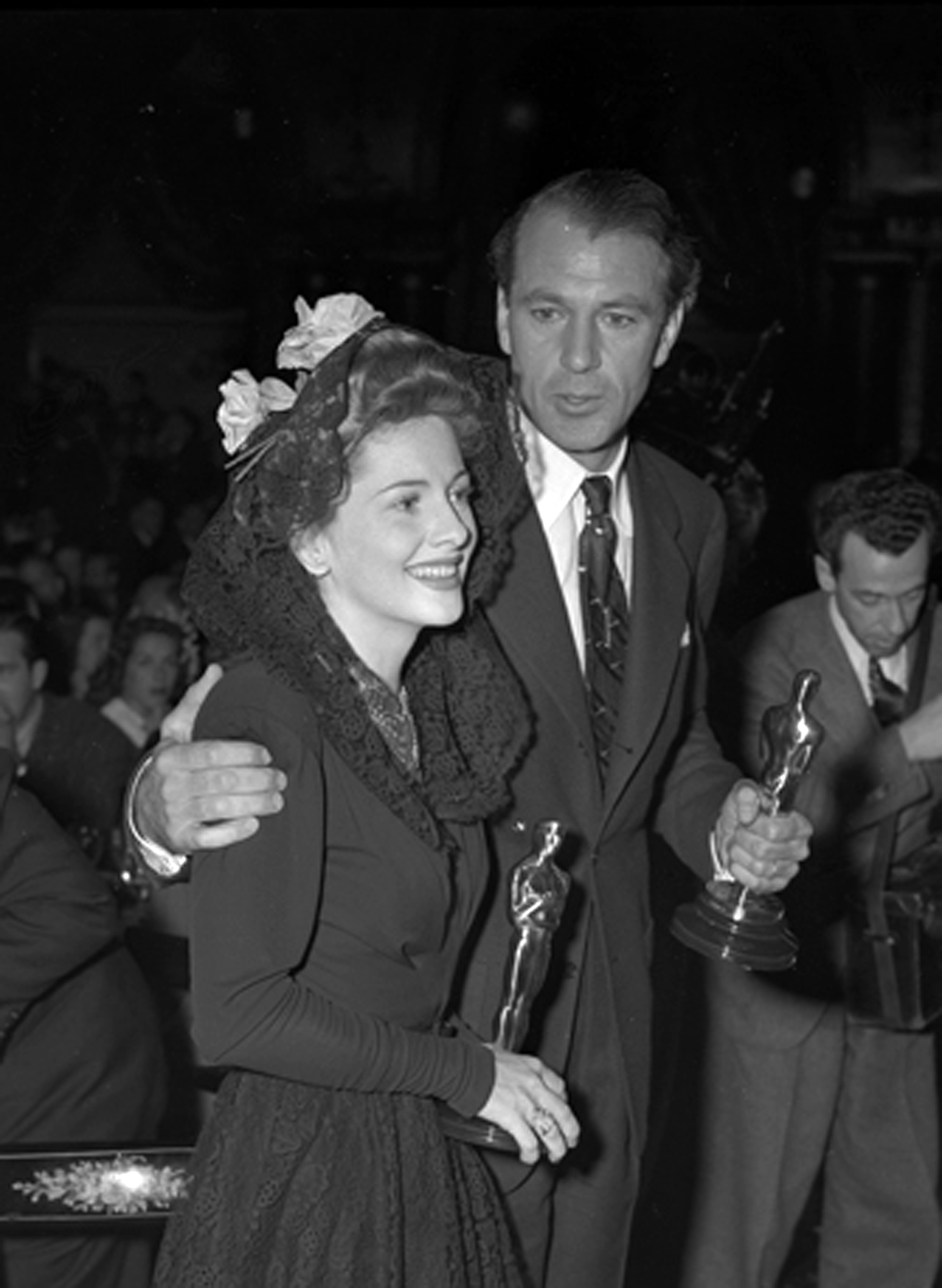
Джоан Фонтейн и Гэри Купер со статуэтками «Оскар» (1942)

Крупнейшим водоразделом в истории Голливуда стало наступление эры звукового кино в конце 1920-х гг.
В течение последующих 20-30 лет кинематограф США был организован по принципу централизованной студийной системы: восемь кинотрестов установили практически тотальный контроль как над производством, так и над дистрибуцией фильмов в США.
Основные сети кинотеатров принадлежали семи кинокомпаниям — MGM (самая крупная), Paramount (её ближайший соперник), 20th Century Fox, Warner Bros., RKO, Universal и Columbia. На этих студиях условия кинопроизводства диктовали наиболее успешные продюсеры, как, например, Ирвинг Тальберг, Дэвид Селзник и Дэррил Занук. Крупнейшие кинокомпании активно развивали подразделения, занимавшиеся мультипликацией. Кинопроизводители «со стороны» (фирмы Уолта Диснея, Сэмюэла Голдвина и др.) имели возможность выпускать фильмы в прокат по каналам United Artists.
Для классического Голливуда характерна детально разработанная система жанров:
- Комедии (М. Линдера, Ч. Чаплина, Б. Китона, братьев Маркс), в том числе:
  - лирические кинокомедии Э. Любича и Дж. Кьюкора,
  - бурлескные комедии Ф. Капры и Х. Хоукса.
- Многообразные мелодрамы — от фильмов плаща и шпаги с участием Эррола Флинна до социально заострённых фильмов Д. Сирка.
- Вестерны Джона Форда и Х. Хоукса.
- Фильмы-нуар с Х. Богартом и Б. Стэнвик;
- Мюзиклы с Фредом Астером и Джином Келли;
- Криминальные триллеры А. Хичкока и др.

В распределении наград киноиндустрии принимали участие только фильмы «высоких» жанров. Малобюджетные фильмы категории B (к примеру, классическая серия фильмов ужасов студии Universal) рассматривались как развлекательная киномакулатура. Некоторые жанры (к примеру, фильм-нуар) со временем поднимались в этой неофициальной табели о рангах. Под давлением консерваторов в цензурных целях был принят и неукоснительно соблюдался кодекс Хейса, направленный на защиту общественной нравственности.
С конца 1930-х наиболее высокобюджетные и зрелищные фильмы снимаются в цвете (эра текниколора).

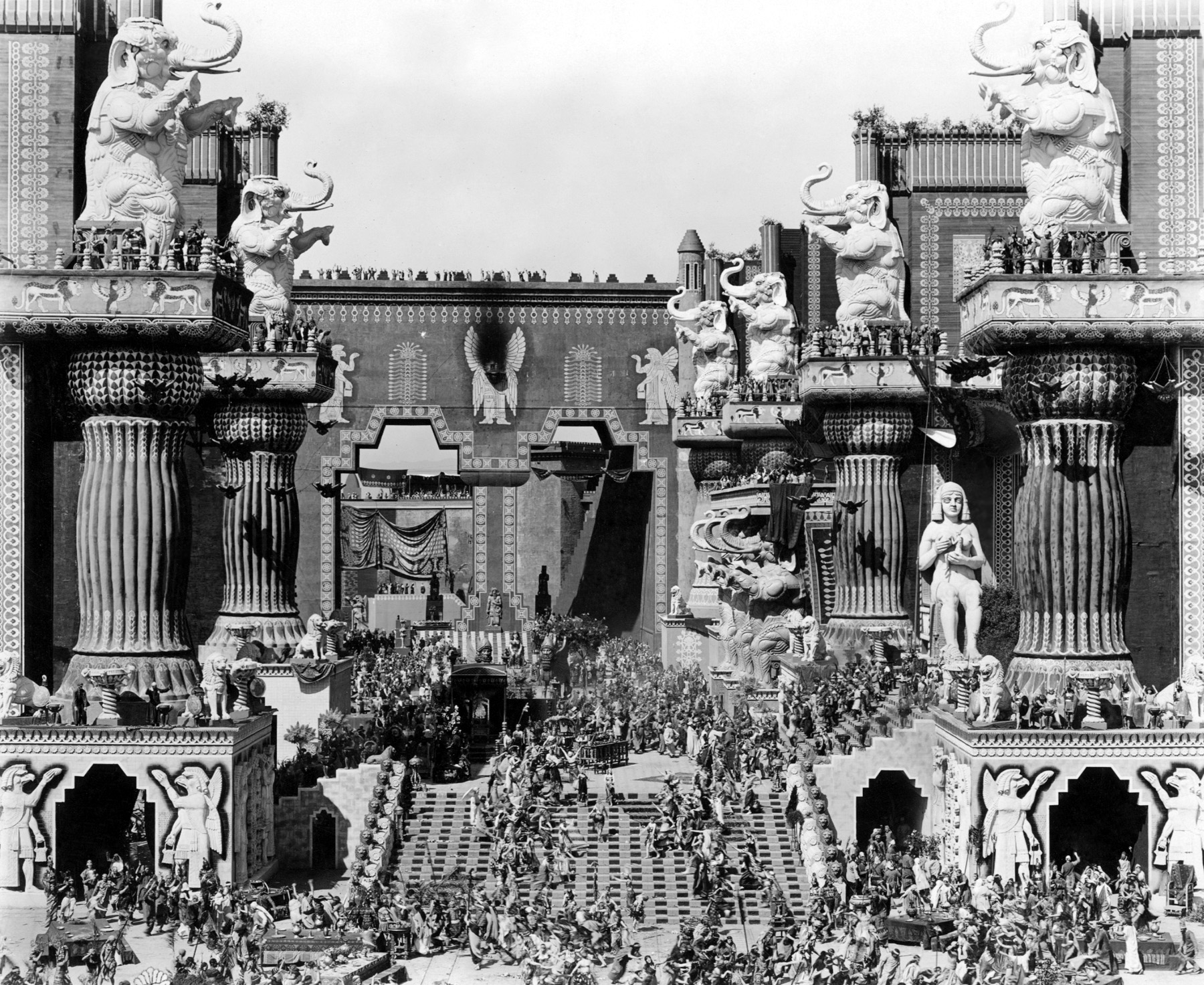
Кадр из фильма Дэвида Гриффита «Нетерпимость» (1916)

В послевоенный период расцветает жанр пеплума — высокобюджетные масштабные киноленты большого хронометража по античным сюжетам, с обилием грандиозных сцен массовок и поражающих воображение декораций, к примеру, «Бен-Гур». Именно с них началась популярность широкоэкранного кино, которое позволяло зрителю «распахнуть глаза пошире», наслаждаясь панорамой, выстроенной в кадре. Также первые десятилетия после войны считаются временем расцвета традиционных голливудских мюзиклов.

#### Институт звёзд
Институт «кинозвёзд» в голливудском кино возник ещё в 1920-х годах, окончательно сформировался в 1930-х и достиг своего расцвета в 1940-х и 1950-х. В те времена актёры-звёзды казались зрителям небожителями, будущих звёзд специально готовили на специальных курсах при киностудиях. Огромная пиар-индустрия при крупных киностудиях работала над созданием и поддержанием имиджа звёзд. Жёлтая пресса зорко следила за каждым шагом звёздных актёров, рассказывая о всех событиях их жизни и об их эксцентричных выходках, на которых актёры проверяли границы своей популярности.

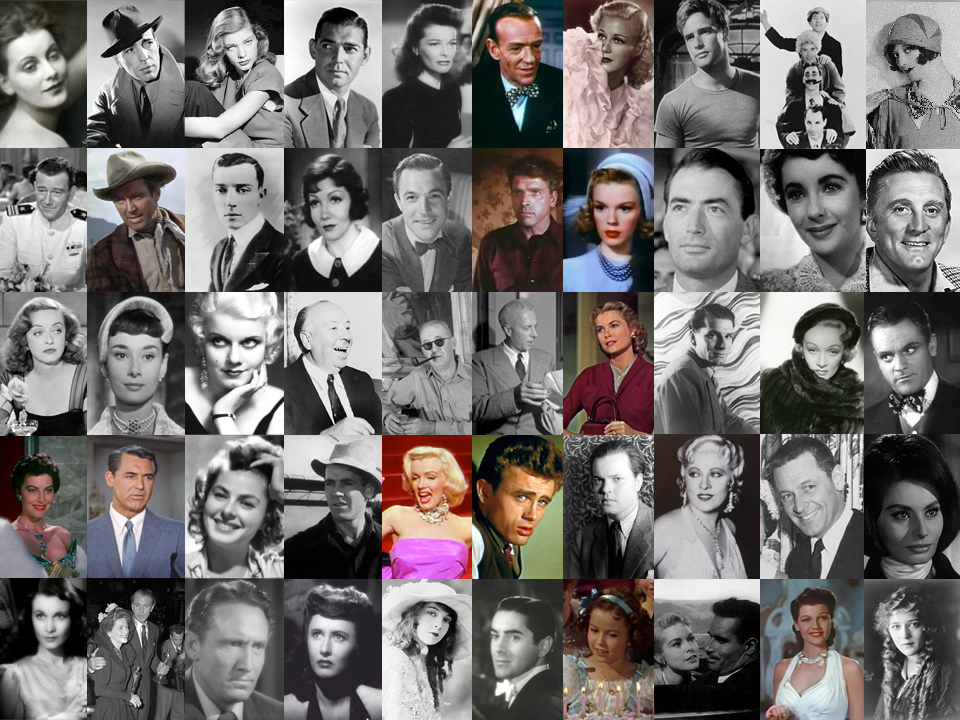
Звёзды «Золотого века» Голливуда

Лишь в 1970-х годах, с крушением студийной системы и зарождением современного голливудского кинематографа, интерес к звёздам стал приобретать другой оттенок: актёры-звёзды спустились с небес и приблизились к зрителю, они уже не казались столь недосягаемыми. С другой стороны, они стали и гораздо более самостоятельными. К 1980-м годам актёры-звезды полностью освободились от контроля киностудий, получили возможность самим формировать свой имидж и даже самим выбирать фильмы, в которых хотели бы играть.
К 1990-м годам самостоятельность звёзд достигла такой степени, что не будет преувеличением сказать, что во многом они сами стали диктовать стиль и направление развития кинематографа, выбирая для себя те или иные фильмы — поскольку одно появление их имени в титрах сразу обеспечивало фильму широкую популярность и гарантировало высокие кассовые сборы. Таким образом, по сравнению с 1940-ми годами ситуация кардинально изменилась: теперь киностудии лишь предлагают актёрам-звёздам тот или иной материал для съемок, а звёзды, гонорары которых достигли заоблачных высот, выбирают, что им больше подходит, задавая тем самым направление в развитии целых жанров.

### Новый Голливуд
Новый период в голливудском кино начался в конце 1960-х годов, с развалом студийной системы и закончился в самом конце 1970-х годов. В условиях оттока кинозрителей к телеэкранам, эпохальных общественных сдвигов и сексуальной революции интерес к шаблонным студийным фильмам с участием традиционных «звёзд» неуклонно падал, и многие киностудии, даже крупные, были близки к разорению. Студийные боссы терялись в догадках, какое кино хочет видеть молодёжный зритель. В порядке эксперимента руководители больших студий стали доверять молодым режиссёрам, приглашать их для съёмок стало модно, тем более что они, выйдя из киношкол и маленьких студий, умели укладываться в очень небольшие бюджеты. Мощная волна нового, необычного, откровенного кино 1970-х захватила зрителей и в голливудском кино началась новая эпоха, которая продлилась до начала 1980-х годов.
Фильмы, над которыми работали молодые режиссёры, зачастую ставили под сомнение базовые установки традиционных жанров (ревизионистский вестерн, неонуар и т. п.). Они использовали находки европейского авторского кино и вводили в киноиндустрию тематику и стилистику, идущие наперекор традициям студий. Снятые на крупные бюджеты в студийных условиях фильмы Стэнли Кубрика, Ф. Ф. Копполы, Мартина Скорсезе, Романа Поланского, Вуди Аллена, Роберта Олтмена отличались исключительно высоким художественным уровнем, позволяющим рассматривать их как авторские высказывания.
Интерес к экспериментам пропал в конце 1970-х после провала нескольких крупнобюджетных экспериментальных проектов вроде фильма «Врата рая» (1980). Поскольку к тому времени основную кассу приносили остросюжетные либо научно-фантастические блокбастеры Дж. Лукаса («Звёздные войны») и Стивена Спилберга («Челюсти»), руководство студий решило впредь полагаться на проверенные рецепты коммерческого успеха. Период интенсивного художественного экспериментирования в истории Голливуда подошёл к концу.

#### Независимое американское кино

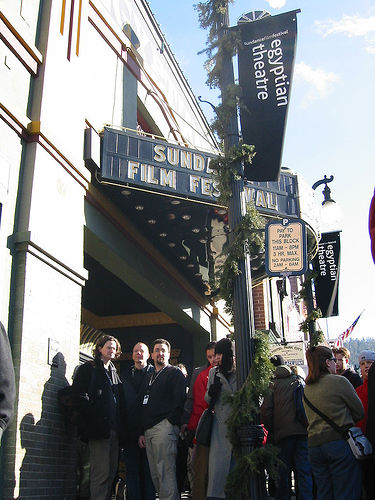
С 1985 года в штате Юта ежегодно проходит фестиваль независимого американского кино «Сандэнс»

Независимое (артхаусное) кино изначально не поддерживалось крупными кинокомпаниями. С одной стороны, это означает меньшие бюджеты, с другой стороны — меньшее давление на режиссёров. Крупные кинокомпании организуют производство кинофильмов как коммерческую деятельность, поэтому коммерческие интересы продюсеров обычно превалируют над художественными устремлениями режиссёра. Продюсерам зачастую выгодно исключение наиболее рискованных сцен, чтобы в кинопрокате фильм не получил чересчур «взрослого» рейтинга. Иногда полная (режиссёрская) версия выпускается на DVD отдельным тиражом.
В 1960-е гг. независимое кино США было весьма разнородно: это и культовый роуд-муви «Беспечный ездок», и творческие эксперименты Энди Уорхола, и трэш для узкого круга зрителей (т. н. «полуночные фильмы», которые демонстрировались в кинотеатрах глубокой ночью). Со времени Нового Голливуда грань между независимым кино и коммерческим мейнстримом с каждым десятилетием становится всё более зыбкой. Лидеры независимого кино (как, например, братья Коэны и Квентин Тарантино) снимают фильмы, собирающие в прокате не меньше, чем коммерчески ориентированные проекты средней руки. Некоторые режиссёры сознательно предназначают свои фильмы для аудитории ценителей киноискусства (Джефф Николс, Лодж Керриган). Подразделения, специализирующиеся на кинопродукции «не для всех», открыты во всех крупных киностудиях: Miramax Films при студии Диснея, Focus Features при студии Universal, Fox Searchlight при 20th Century Fox и т. д.

### Современный период
Наиболее крупные игроки на современном американском кинорынке — пять студий-мейджоров: Paramount Pictures, Warner Bros., Columbia Pictures, Universal Studios и Walt Disney Company (выступающая под торговой маркой Buena Vista). Примерно 10-15 % кинорынка занимает продукция независимых компаний DreamWorks, Lionsgate и The Weinstein Company.
Наибольшую прибыль крупным киностудиям приносят зрелищные фильмы, снятые с использованием компьютерной графики и спецэффектов и в силу этого изначально предназначенные для просмотра на широком экране. Зрителя проще заинтересовать продолжениями (сиквелами) нашумевших хитов, поэтому наиболее успешные в прокате фильмы организованы по серийному принципу франшизы.

## Категоризация фильмов США
Категория кинокартине присваивается советом Управления по классификации и оценке. Это управление существует при поддержке Американской киноассоциации и Национальной ассоциации владельцев кинотеатров. Основываясь на категории, присвоенной фильму, родители могут сделать вывод о том, хотят они или нет, чтобы их ребёнок видел данный фильм.

### на английском языке
- Earley S. C. An Introduction to American Movies. — New American Library[англ.], 1978.
- Fraser G. M. (1988). The Hollywood History of the World, from One Million Years B.C. to 'Apocalypse Now'. London: M. Joseph; «First US ed.», New York: Beech Tree Books. Both eds. collate thus: xix, 268 p., amply ill. (b&w photos). ISBN 0-7181-2997-0 (U.K. ed.), ISBN 0-688-07520-7 (US ed.).
- Hallett H. A. Go West, Young Women! The Rise of Early Hollywood. Berkeley, CA: University of California Press, 2013.
- Ragan D. Who’s Who in Hollywood, 1900—1976. New Rochelle, NY: Arlington House, 1976.
- De Vany A.[англ.]. Hollywood Economics: How Extreme Uncertainty Shapes the Film Industry. — Routledge, 2003. — ISBN 978-0-415-31261-5.
- The Oxford Handbook of American Film History :  [англ.] / Edited by Jon Lewis. — Oxford University Press, 2025. — 824 p. — ISBN 978-0-19-755612-2.
- The Routledge Companion to American Film History :  [англ.] / Edited By Pamela Robertson Wojcik and Paula J. Massood. — Routledge, 2025. — 442 p. — ISBN 978-1-03-261028-3.